# Nad obręczą (ścieżka dźwiękowa)
Above the Rim: The Soundtrack – ścieżka dźwiękowa do filmu pt. „Nad obręczą”, wydana przez wytwórnie Death Row i Interscope Records, 22 marca 1994. Producentem wykonawczym był Suge Knight, zaś zarządcą produkcji – Dr. Dre. W Stanach Zjednoczonych kompilacja dwukrotnie osiągnęła status platynowej płyty.

## Lista utworów
| #  | Tytuł                        | Czas | Producent(ci)                        | Wykonawca(y)                        | Sample                                                                                              |
| -- | ---------------------------- | ---- | ------------------------------------ | ----------------------------------- | --------------------------------------------------------------------------------------------------- |
| 1  | „Anything”                   | 4:59 | Brian Morgan                         | SWV                                 | „Get Up and Dance” - Freedom                                                                        |
| 2  | „Old Time's Sake”            | 4:20 | Nikke Nikole                         | Sweet Sable                         | „Intimate Friends” – Eddie Kendricks                                                                |
| 3  | „Part Time Lover”            | 4:08 | DeVante Swing                        | H-Town                              | „Summer Madness” – Kool & the Gang                                                                  |
| 4  | „Big Pimpin'”                | 3:58 | Dat Nigga Daz                        | Tha Dogg Pound Gangstas             | |
| 5  | „Didn't Mean to Turn You On” | 4:38 | 2nd II None, DJ Quik                 | 2nd II None                         | „I Don’t Believe You Want to Get Up and Dance (Oops)” – The Gap Band                                |
| 6  | „Doggie Style”               | 4:33 | Suamana Brown                        | DJ Rogers                           | |
| 7  | „Regulate”                   | 4:11 | Warren G                             | Warren G feat. Nate Dogg            | - „I Keep Forgettin’ (Every Time You’re Near)” – Michael McDonald - „Sign of the Times” – Bob James |
| 8  | „Pour Out a Little Liquor”   | 3:30 | Johnny J                             | 2Pac & Thug Life                    | „Cry Together” – The O’Jays                                                                         |
| 9  | „Gonna Give It to Ya”        | 4:53 | Paisley                              | Jewell feat. Aaron Hall             | |
| 10 | „Afro Puffs”                 | 4:50 | Dr. Dre                              | The Lady of Rage & Snoop Doggy Dogg | |
| 11 | „Jus So Ya No”               | 4:06 | Tony Green                           | CPO feat. Boss Hogg                 | „Tonight’s the Night” – Raydio                                                                      |
| 12 | „Hoochies Need Love Too”     | 4:41 | S „Bright Eyes” Riley, Suamana Brown | Paradise                            | „Groove with You” – The Isley Brothers                                                              |
| 13 | „I'm Still in Love With You” | 3:47 | Al B. Sure!                          | Al B. Sure!                         | „I'm Still in Love With You” – Al Green & Willie Mitchell                                           |
| 14 | „Crack 'Em”                  | 4:25 | DJ Quik, O.F.T.B., T.K.O.            | O.F.T.B.                            | „Playing Your Game Baby” – Barry White                                                              |
| 15 | „U Bring da Dog Out”         | 4:01 | Sean „Barney” Thomas                 | Rhythm & Knowledge                  | |
| 16 | „Blowed Away”                | 4:06 | DeVante Swing & Timbaland            | B-Rezell                            | |
| 17 | „It's Not Deep Enough”       | 4:28 | Mr. Dalvin                           | Jewell                              | „Wind Parade” – Donald Byrd                                                                         |
| 18 | „Dogg Pound 4 Life”          | 4:59 | Dat Nigga Daz                        | Tha Dogg Pound Gangstas             | |

## Notowania
| Notowanie (1994)            | Pozycja |
| --------------------------- | ------- |
| U.S. Billboard 200          | #2      |
| U.S. Top R&B/Hip-Hop Albums | #1      |